# Сімхаварман V
Джая Сімхаварман V (д/н — після 1318) — раджа-ді-раджа Чампи в 1312–1318 роках. У в'єтнамських джерелах відомий як Те Нанг.

## Життєпис
Походив з Одинадцятої династії Чампи. Син раджа-ді-раджа Сімхавармана III і другої першої дружини Тапасі (Тіпази), доньки (або сестри) Раден Віджаї, магараджи Маджапагіта.
1312 року після поразки зведеного брата Сімхавармана IV посів трон Чампи. Вимушен був погодитися на збереженням за Дайв'єтом провінцій О і Лі. Втім зміцнивши владуівідновивши військо, здійснив спробу відвоювати провінції, де почалася пов'єтнамення чампів. В запеклій боротьбі 1318 року зазнав ніщивної поразки. Разом з матір'ю втік до Маджапагіту. Подальша доля невідома. Дайв'єтське військо поставило на трон Чампи представника династії Чан — Джая Ананду.